# Toros Can
 (mai 2019).
Si vous disposez d'ouvrages ou d'articles de référence ou si vous connaissez des sites web de qualité traitant du thème abordé ici, merci de compléter l'article en donnant les références utiles à sa vérifiabilité et en les liant à la section « Notes et références ».
Toros Can, né le 27 septembre 1971 à Ankara, est un pianiste turc.

## Distinctions
Il gagne en 1998, le Premier Prix Blanche Selva du Concours international de piano d'Orléans.